# Parcmotor Castellolí

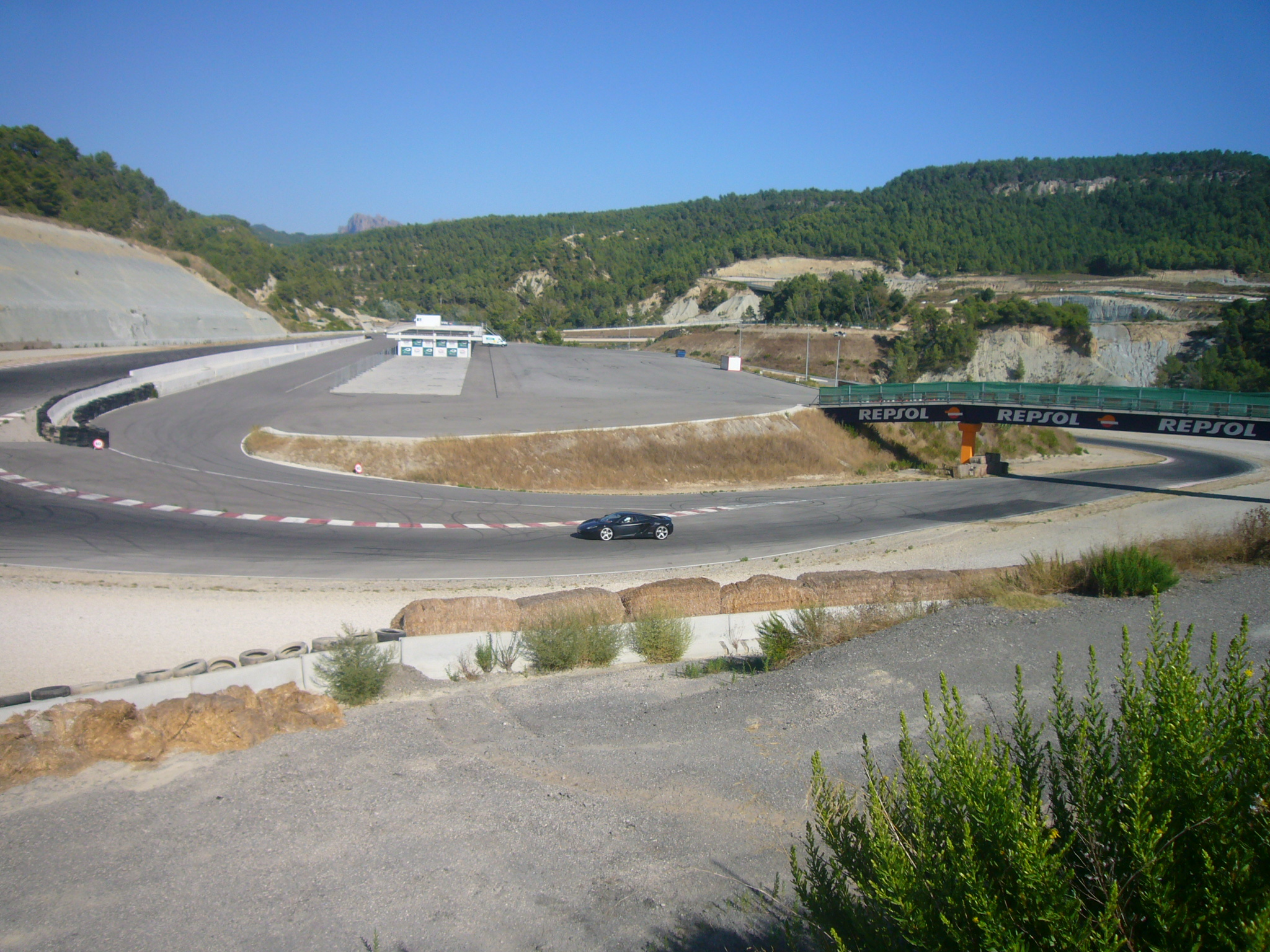
Vista de un tramo del circuito de velocidad

Parcmotor Castellolí es un complejo dedicado al motociclismo y el automovilismo ubicado en el municipio de Castellolí, en la provincia de Barcelona, España. Aunque su principal objetivo es la formación de pilotos, el complejo también sirve para albergar competiciones. Fue inaugurado el 7 de marzo de 2009.

## Instalaciones
Parcmotor cuenta con los siguientes circuitos de asfalto y tierra:

### Circuito de velocidad
Con una longitud de 4146 m y una configuración en forma de "8", única en España, el circuito de velocidad fue diseñado con el asesoramiento de pilotos como  Dani Pedrosa, Álex Crivillé, Carlos Checa o Toni Elías. Este circuito está homologado por la Federación Internacional de Motociclismo y la Federación Internacional del Automóvil.
- Longitud total: 4146 m
- Longitud de la recta de salida: 537,523 m
- Máxima longitud de recta (parte superior): 624,735 m
- Ancho de la recta de salida: 14 m
- Ancho de la recta del circuito: 12 m
- Curvas a la derecha: 7
- Curvas a la izquierda: 4
- Pendiente máxima en subida: 8,79 %
- Pendiente máxima en bajada: 8,09 %

- Superficie total pàdoc 11.402 m²
- Superficie boxes: 2.400 m²
- Superficie total pit lane 3.500 m²
- Total superficie zona pàdoc 17 303 m²

### Karting Parcmotor Castellolí
Circuito diseñado por el campeón del mundo Dani Pedrosa.Es un Karting muy especial ya que tiene las características de un circuito de Fórmula 1.
Desde 2013 dispone de servicio de Paintball con 5 campos en el mismo complejo. El circuito cuenta con diferentes configuraciones, con una longitud máxima de hasta 1340m.
Longitud total del circuito: 1340 m
Longitud máxima de recta: 125 m
Ancho pista. 8 m
Ancho recta de salida: 14 m
Número de curvas: 27
Curvas a la derecha:13
Curvas a la izquierda: 14
Rampa máxima: 9 %
Rampa mínima: 0,1 %
Peralte máximo : 8 %
Peralte mínimo : -2 %

### Circuito Escuela
El complejo cuenta también con un circuito de 1700 m destinado a la formación de pilotos.

### Circuito de Motocross
Abierto en 2002, el circuito de motocross fue el primero del Parcmotor. Se practicaron reformas en el trazado a finales del 2009 y está previsto que en el 2010 albergue pruebas de los campeonatos de España y Cataluña.

### Área de trial
Una zona especializada para este deporte, ha llegado a albergar una prueba del campeonato del mundo de Trial Indoor del año 2025.

### Circuito de enduro

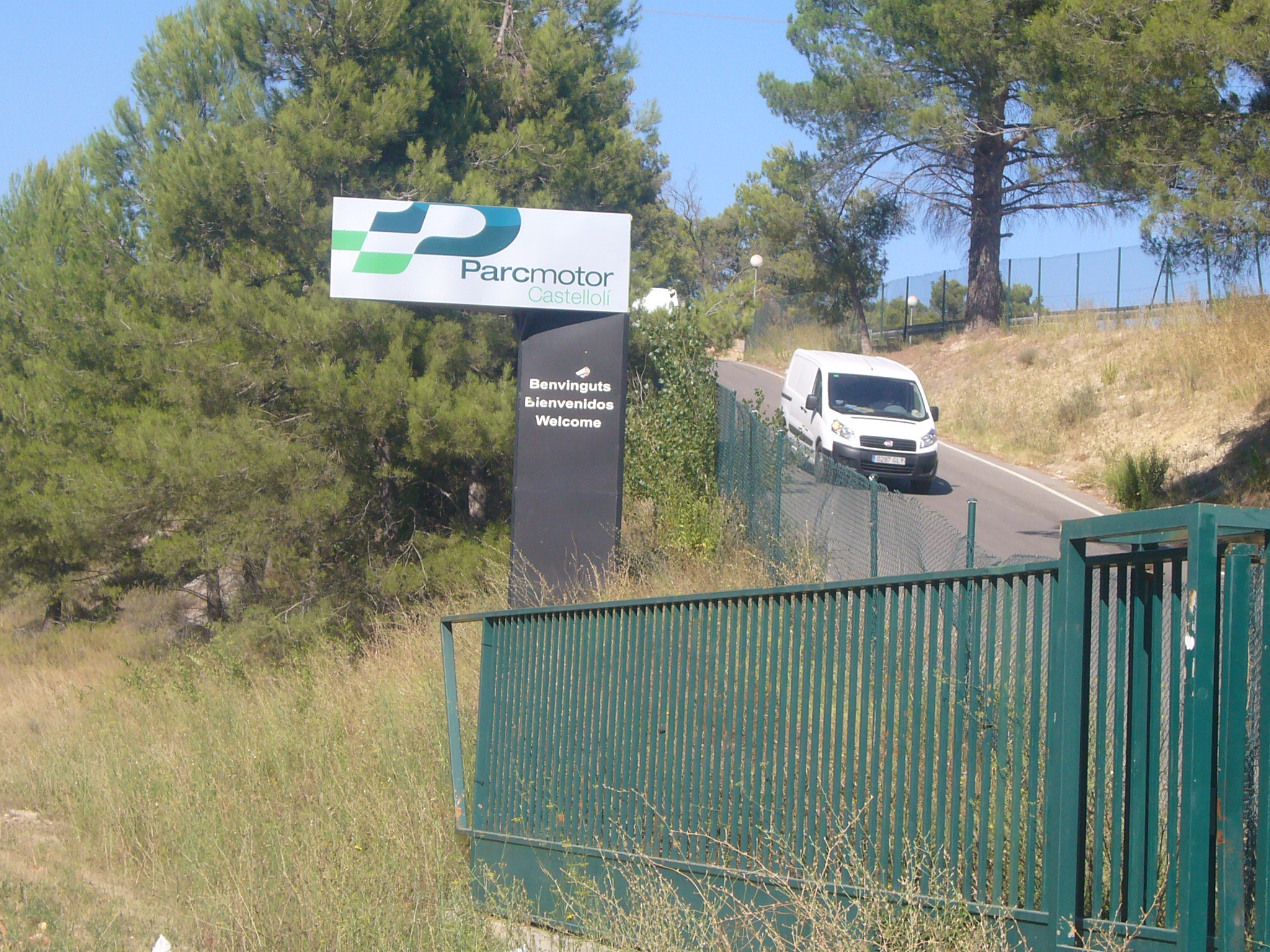
Entrada principal
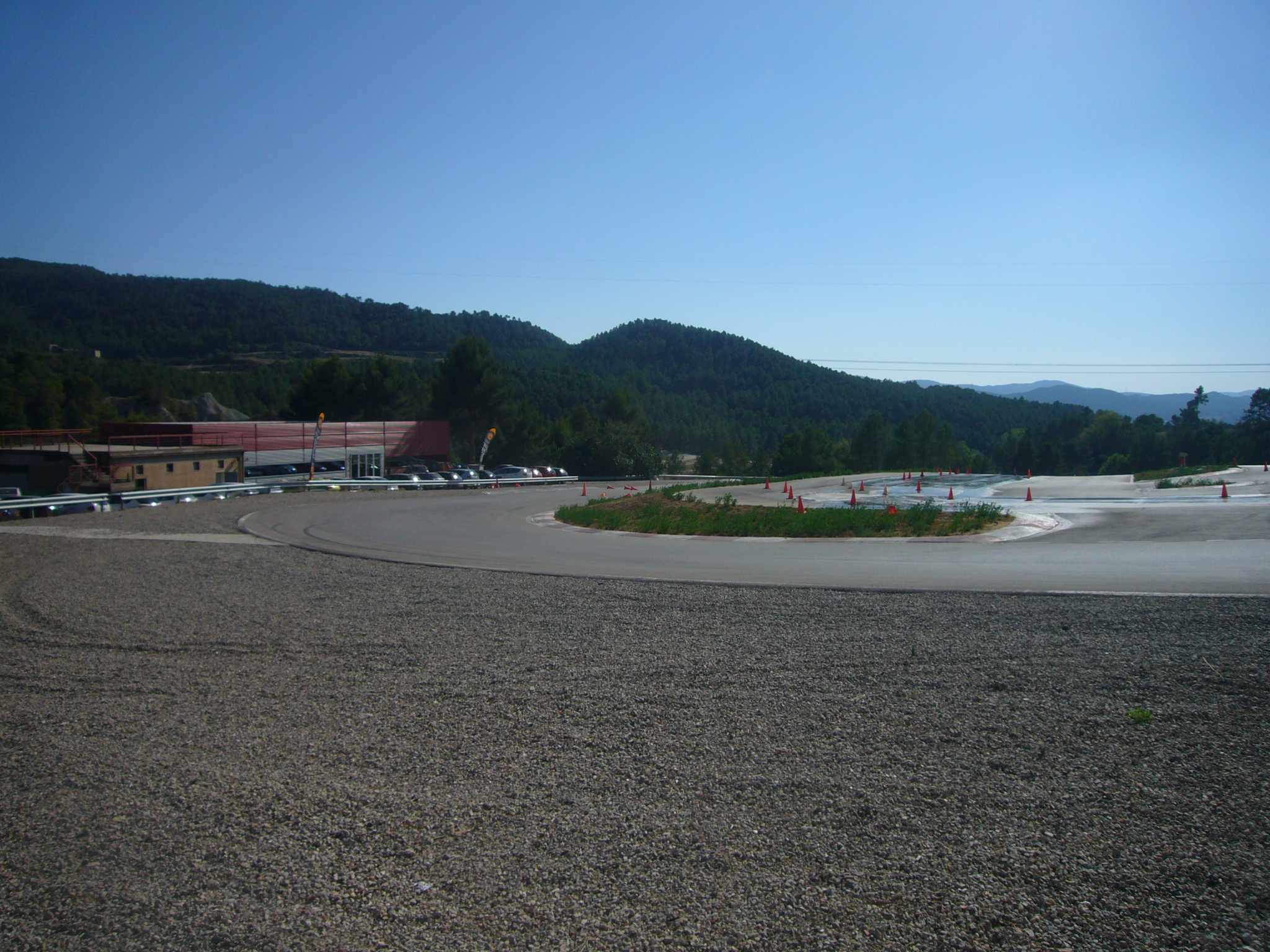
Circuito de la Escuela de Conducción FAST
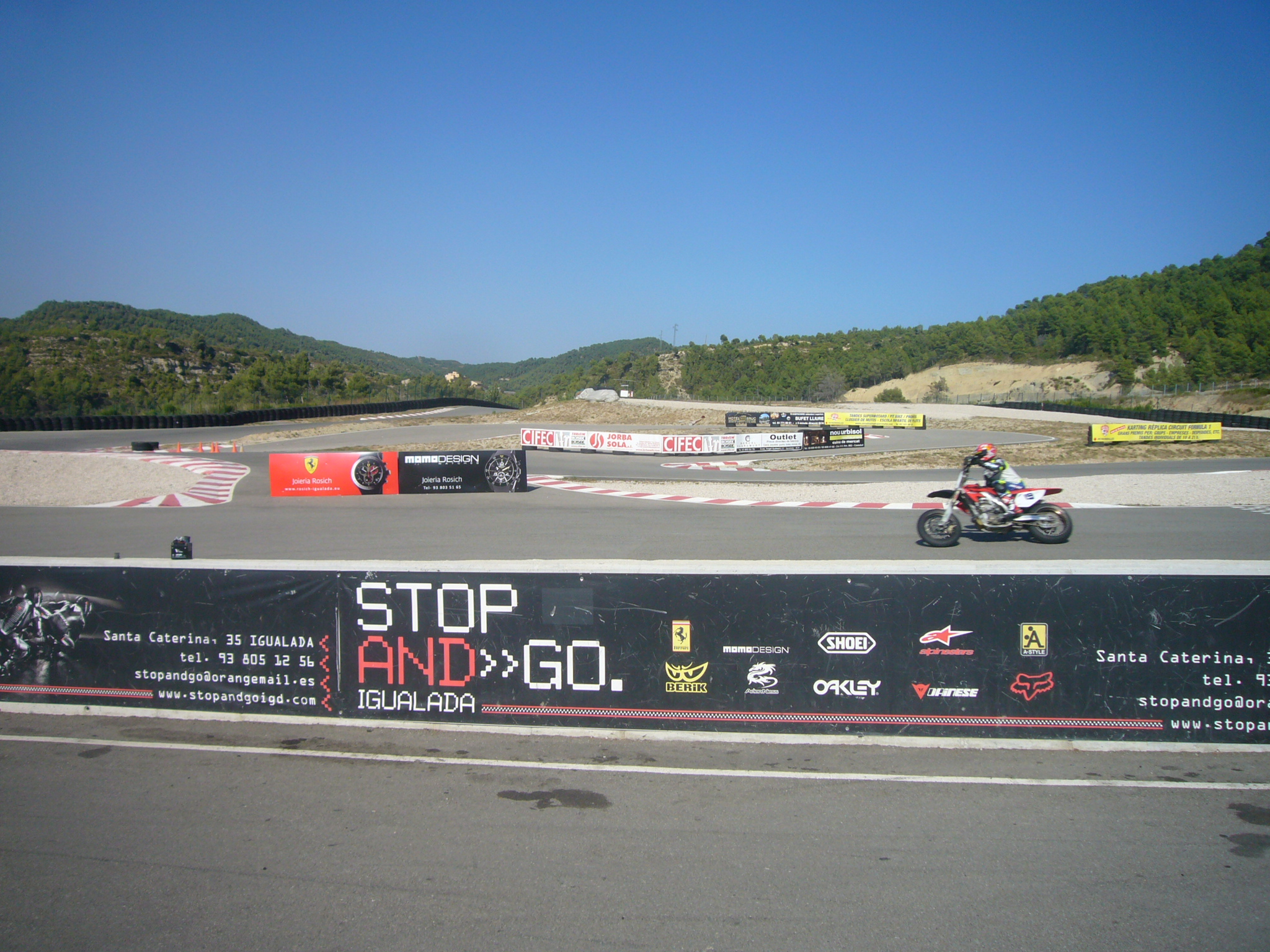
Circuito supermotard, minimotos y karting
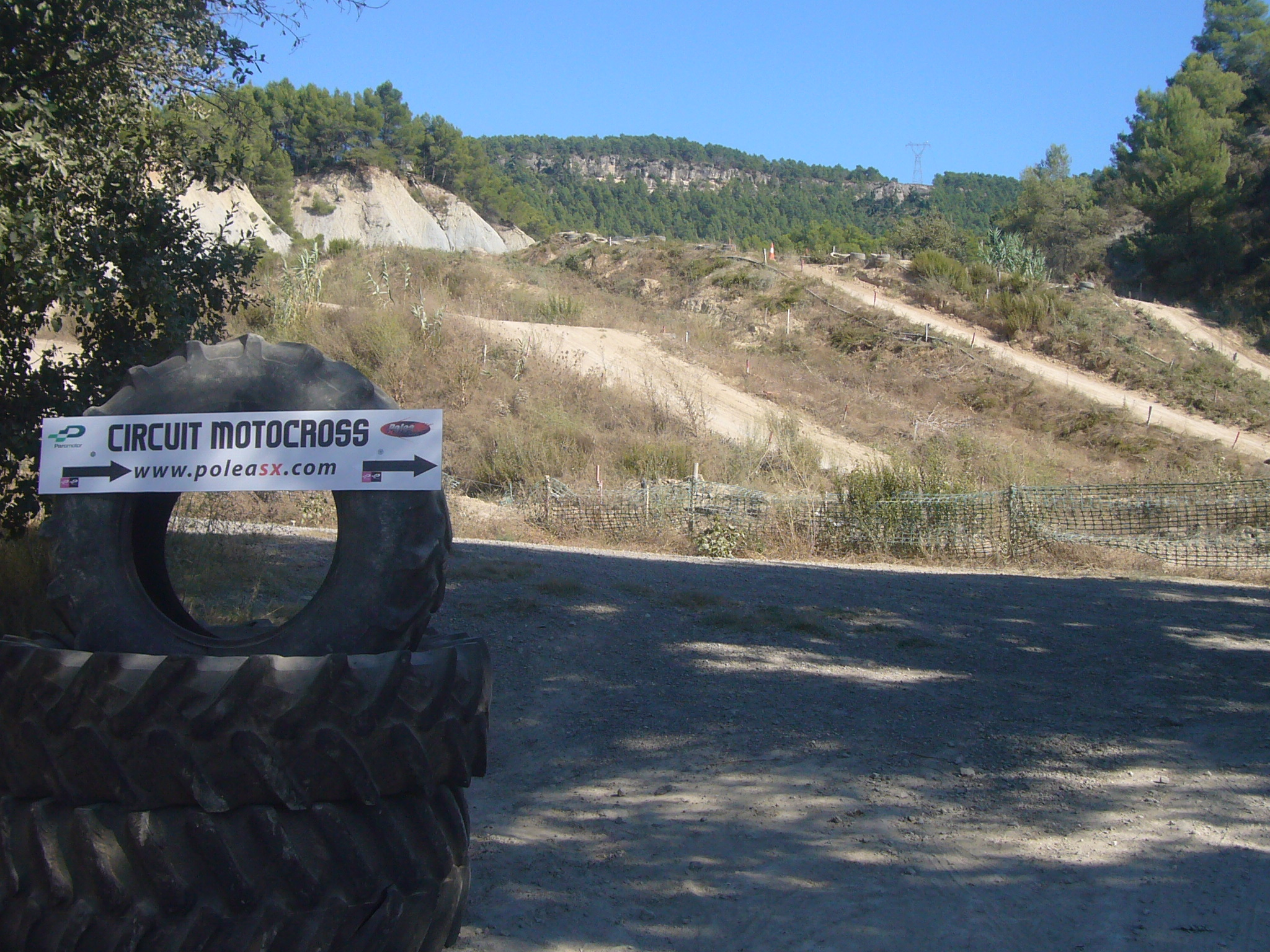
Circuito de motocross